# Amadora
Amadora is een plaats en gemeente in het Portugese district Lissabon.
De gemeente heeft een totale oppervlakte van 24 km² en telde 175.872 inwoners in 2001.
Het behoort tot de dichtstbevolkte steden van Portugal.
Amadora ligt ten noordwesten van Lissabon en maakt deel uit van de conurbatie. Het is een levendige en dichtbebouwde gemeente met veel uit Afrika afkomstige inwoners, met name uit Angola en Kaapverdië. De stad is ingedeeld in elf freguesia's. De criminaliteit ligt boven het landelijk gemiddelde.
Amadora heeft een station aan de light-railwaylijn die de stad in oostelijke richting verbindt met het centrum van Lissabon (Rossio), met aansluiting op het metronet, en in westelijke richting met Sintra.

## Freguesias
Amadora bestaat uit de volgende freguesias:
- Alfornelos
- Alfragide
- Brandoa
- Buraca
- Damaia
- Falagueira
- Mina
- Reboleira
- São Brás
- Venda Nova
- Venteira

## Sport
CF Estrela da Amadora is de voetbalclub van Amadora.

## Geboren
- Jorge Jesus (1954), voetballer en voetbalcoach
- Nani (1986), voetballer
- Rúben Semedo (1994), voetballer
- Rúben Dias (1997), voetballer
- Tiago Djaló (2000), voetballer